# Українсько-брунейські відносини
Українсько-брунейські відносини — відносини між Україною та Державою Бруней Даруссалам.
Країни встановили дипломатичні відносини 3 жовтня 1997 року. Права та інтереси громадян України в Брунеї захищає Посольство України в Сінгапурі.
Між країнами діє безвізовий режим.